# Dzierzba rdzawosterna
Dzierzba rdzawosterna (Lanius phoenicuroides) – gatunek małego ptaka z rodziny dzierzb (Laniidae). Tereny lęgowe znajdują się w zachodniej i środkowej Azji, zimowiska – na południowym Półwyspie Arabskim i w niektórych rejonach Afryki. Wyjątkowo zalatuje do Polski. Nie jest zagrożony wyginięciem.

## Taksonomia
Po raz pierwszy gatunek opisał Herman Schalow w 1875. Holotyp pochodził z Szymkentu w południowym Kazachstanie. Autor nadał nowemu gatunkowi nazwę Otomela phoenicuroides. Obecnie (2023) Międzynarodowy Komitet Ornitologiczny umieszcza dzierzbę rdzawosterną w rodzaju Lanius jako odrębny gatunek. Długo dzierzba rdzawosterna była uznawana za podgatunek dzierzby pustynnej (L. isabellinus). Przedstawicieli tych dwóch taksonów odróżnia jednak upierzenie, formuła skrzydłowa, sposób pierzenia i trasa migracji, istnieją też doniesienia o różnicach w głosie. Sekwencje mtDNA przedstawicieli tych dwóch taksonów różnią się w około 4%.
Rosyjski ornitolog Boris Stegmann w 1930 wydzielił 4 podgatunki dzierzby pustynnej: L. i. isabellinus, L. i. phoenicuroides, L. i. speculigerus i L. i. tsaidamensis. Za tą klasyfikacją podążali późniejsi autorzy, aż do Crampa i Perrinsa (1997). Już wcześniej jednak rosyjscy autorzy – tacy jak Korelov (1970), Stepanian (1990), Kriukov (1995) i Panov (1996) – podnosili dzierzbę rdzawosterną do rangi gatunku. Współcześnie L. i. speculigerus jest uznawany za synonim podgatunku nominatywnego dzierzby pustynnej. Opisany został nieuznawany podgatunek L. p. karelini (Bogdanov, 1881), który być może obejmuje formy będące hybrydami dzierzb rdzawosternych i gąsiorków (L. collurio) powstałymi w wyniku introgresji. Niezależnie od kwestii systematyki tego podgatunku wiadomo o krzyżowaniu się dzierzb rdzawosternych i gąsiorków. Według Svenssona i Shirihai (2018) są to raczej przedstawiciele odmiany barwnej. Osobniki pasujące ubarwieniem do L. p. karelini lub hybryd nigdy nie mają pośredniej między tymi gatunkami formuły skrzydłowej, zawsze jest ona właściwa dla dzierzb rdzawosternych; ponadto nie wszystkie różnice w upierzeniu między „typowymi” dzierzbami rdzawosternymi a domniemanymi mieszańcami mogą być wytłumaczone hybrydyzacją.

## Morfologia
Długość ciała wynosi 16,5–18 cm; masa ciała – 25–38 g u 20 samców i 26,3–34 g u 8 samic; u osobników zimujących w Kenii – 19,4–32,1 g (ten zakres obejmuje jednak przynajmniej kilka dzierzb pustynnych). Inaczej niż u dzierzb pustynnych, u rdzawosternych dymorfizm płciowy nie przejawia się w wymiarach ciała. Dalszy opis dotyczy samca. Ciemię przeważnie rdzawobrązowe; występuje zmienność osobnicza, może mieć barwę od płowobrązowej po ciemnobrązową, u odmiany barwnej wcześniej uznawanej za podgatunek szarobrązową lub całkowicie szarą. Na głowie obecna czarna maska. U niektórych osobników występuje szary nalot. Grzbiet jest brązowy u typowych osobników, u tych należącej do odmiany barwnej – bardziej piaskowobrązowy, jaśniejszy. Spód ciała biały i przeważnie z rdzawym nalotem, opisywany jest również jako różowopłowy, różowy lub płowy. Brew biała, wąska i wyraźnie odcinająca się od reszty upierzenia. Sterówki rdzawobrązowe. Samice różnią się od samców wyraźnie. Mają białawy spód ciała, na piersi i po bokach pokryty ciemnymi prążkami. Maska na głowie jest bardziej szarobrązowa niż czarna, do tego na obszarze z przodu oka jest słabo zaznaczona lub nie występuje. Brew również kontrastuje z resztą upierzenia, lecz mniej wyraźnie niż u samca, do tego może zlewać się z jasnym kantarkiem. Wśród samic występuje zmienność osobnicza, niektóre niemal wcale nie mają prążków na spodzie ciała. U dorosłych osobników obojga płci tęczówka jest brązowa, a dziób i nogi – czarnobrązowe. 

## Zasięg występowania
Dzierzby rdzawosterne gniazdują na obszarze od środkowego i wschodniego Kazachstanu (nie występują na stepach w jego północnej części) po obszar położony na wschód od Morza Kaspijskiego, północno-wschodni, wschodni i południowy Iran, Afganistan, Pakistan (północna część, prawdopodobnie również na zachód od Indusu) i skrajnie północno-zachodnią część Chin (północno-zachodni Sinciang). Zimują na Półwyspie Arabskim, w północno-wschodniej i wschodniej Afryce, nieco rzadziej w środkowej (na zachód po Niger i Kamerun) i zachodniej Afryce. Prawdopodobnie zimowiska mają także w południowym Iranie i dalej na wschód po północno-zachodnie Indie. Tereny lęgowe według szacunków BirdLife International zajmują 5,67 mln km². Zasięg występowania dzierzb rdzawosternych nie nachodzi na zasięg dzierzb pustynnych, choć w Tienszanie oddzielone są dwoma równoległymi pasmami górskimi szerokimi na zaledwie 150 km.
Wyjątkowo zalatują do Polski – do 2014 odnotowano 4 potwierdzone stwierdzenia.

## Ekologia i zachowanie
Środowiskiem życia dzierzb rdzawosternych są głównie ciepłe i suche tereny, w tym półpustynne i pustynne. Stwierdzane były jednak w wielu innych środowiskach. Należą do nich różnego rodzaju lasy – nadrzeczne, z drzewami zrzucającymi liście czy tworzone przez saksauły bezlistne (Haloxylon ammodendron) – lub tylko pasy lasów, krzewiaste zarośla, ogrody, zagajniki niedaleko otwartych terenów lub plantacji. Ptaki te zasiedlają zarówno obszary nizinne, jak i górskie; w zachodnim Tienszanie do 2500–2700 m n.p.m. (ogółem do 3500 m n.p.m.). Występują tam wśród niskich jałowców wymieszanych z wiciokrzewami. Do gniazdowania dzierzby rdzawosterne wykorzystują między innymi rosnące nad rzekami tamaryszki (Tamarix), skupiska krzewów na suchych stepach, jałowce, saksauły, morele (Prunus armeniaca), jabłonie (Malus), topole (Populus), pistacje (Pistacia vera), karagany (Caragana), oliwniki wąskolistne (Elaeagnus angustifolia), wiśnie (Cerasus), berberysy (Berberis). Nie jest dostępnych wiele informacji o pożywieniu dzierzb rdzawosternych odnoszących się jednoznacznie do nich, a nie także dzierzb pustynnych. Prawdopodobnie tak jak one są wyłącznie owadożerne.

### Lęgi

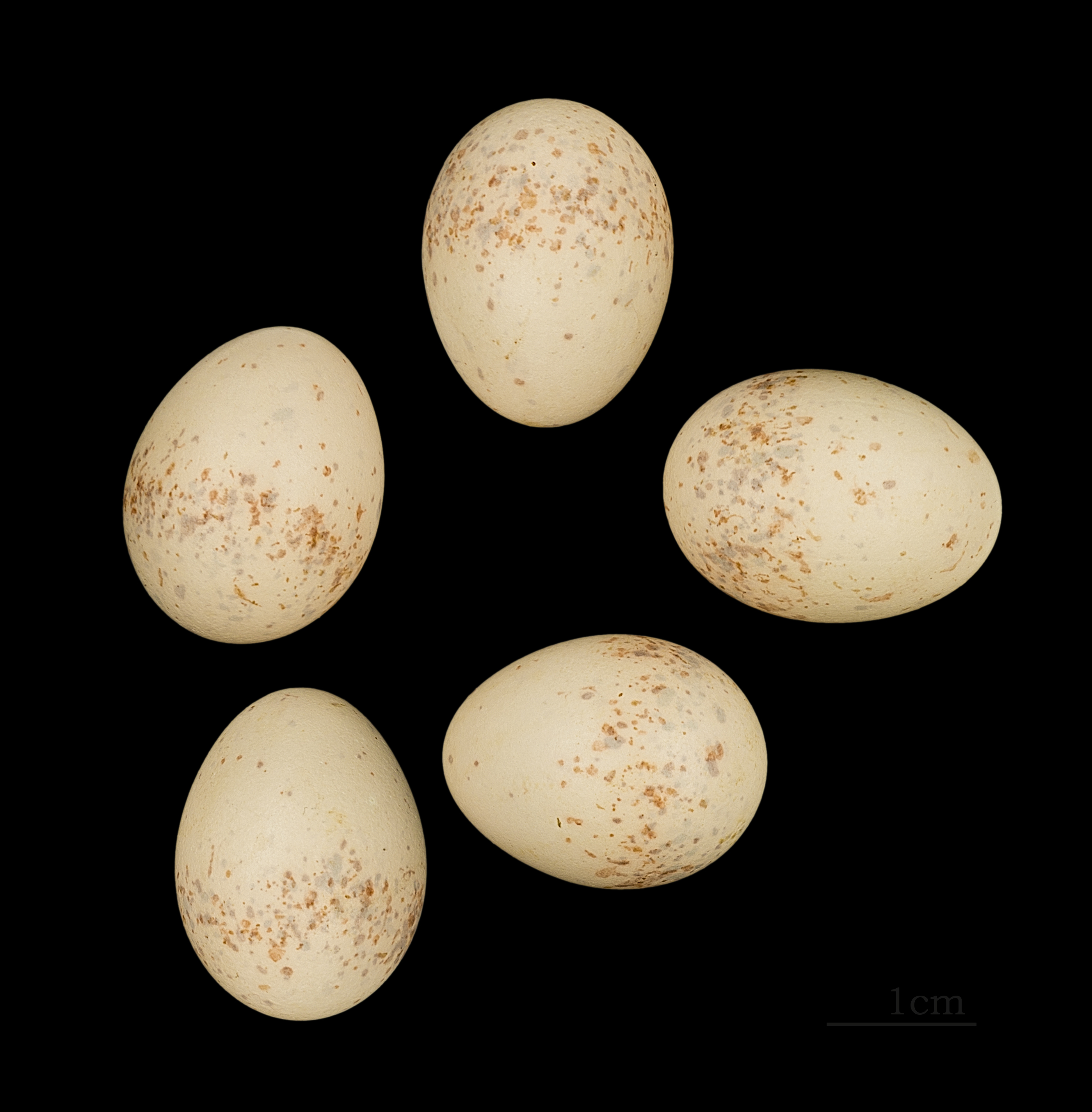
Jaja dzierzby rdzawosternej, Turkmenistan

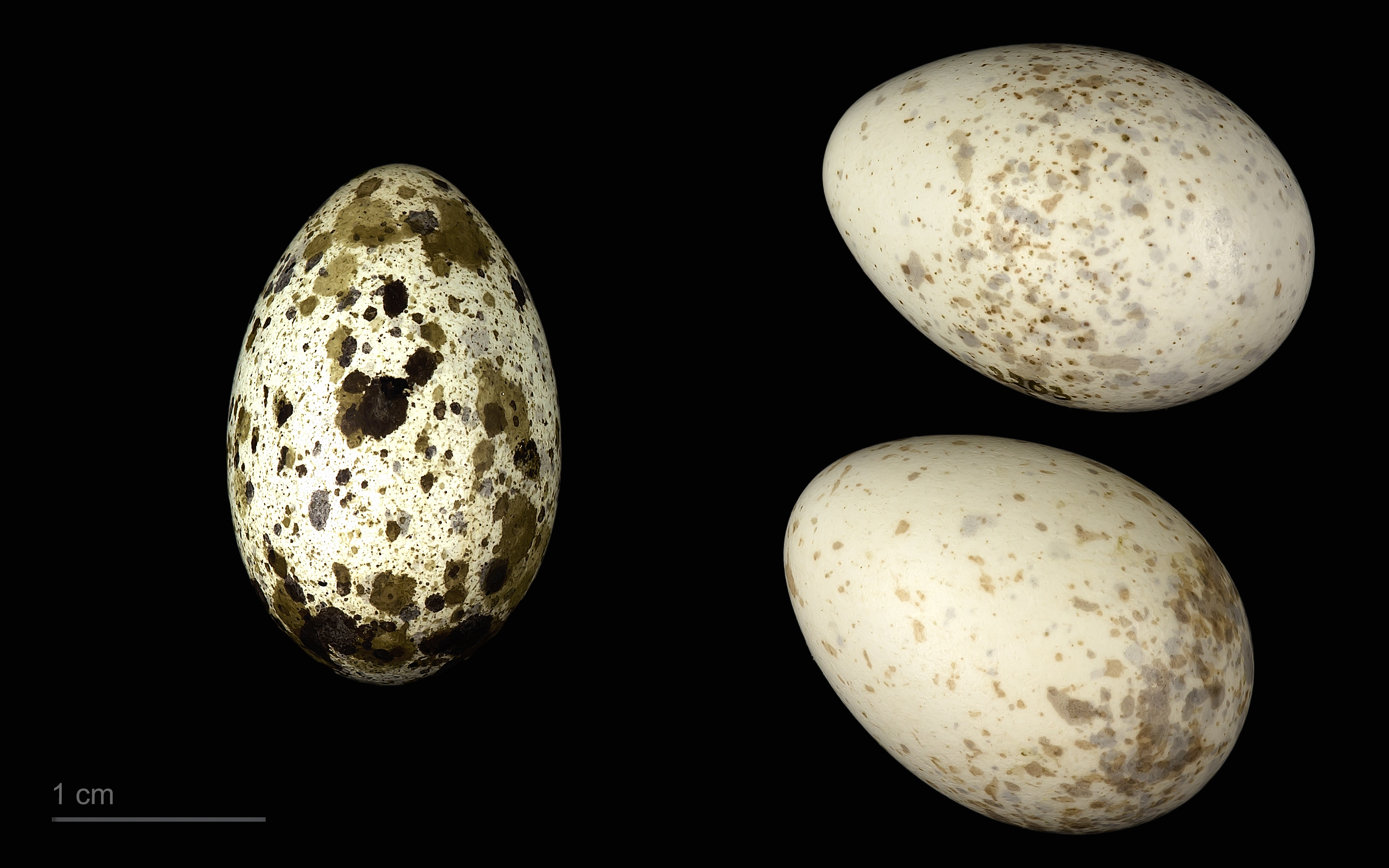
Jajo kukułki i jaja dzierzby rdzawosternej

Dzierzby rdzawosterne wyprowadzają jeden lęg w roku. W południowym Turkmenistanie zniesienia przypadają na koniec kwietnia, w kazachskiej części Ałtaju – na koniec maja, w Pakistanie – od połowy kwietnia do połowy czerwca. Według jednego ze źródeł terytoria dzierzb rdzawosternych nachodzą na siebie, według innego – poszczególne pary gniazdują w izolacji, od 100 do 300 m od siebie. Gniazdo umieszczone jest na wysokości 0,3–7 m nad ziemią. Budulec stanowią suche łodygi traw, wyściółkę – miękkie trawy. W zniesieniu znajduje się od 4 do 8 jaj, zazwyczaj jednak 5 lub 6. Wymiary dla 87 jaj: 21–24 na 15,6–17,8 mm (średnio 22,15 na 16,37). Skorupka ma czerwonawą barwę tła, czasami kremową lub ochrową, i ozdobiona jest czerwonawobrązowymi wzorami oraz zdającymi się znajdować pod nimi szarymi wzorami, których szczególnie dużo jest przy szerszym końcu. Inkubacja trwa 15–16 dni. Samica wysiaduje sama, w tym czasie karmiona jest przez samca. Młode są karmione przez obydwa ptaki z pary. Opierzają się w pełni po 13–14 dniach życia.

## Status i zagrożenia
IUCN uznaje dzierzbę rdzawosterną za gatunek najmniejszej troski od 2016 (stan w 2021). Wcześniej ze względu na niejasną systematykę takson ten nie był klasyfikowany jako nieuznawany za osobny gatunek. Liczebność światowej populacji nie została oszacowana, ale nie jest to ptak rzadki. BirdLife International uznaje trend liczebności populacji za stabilny ze względu na brak widocznych zagrożeń.
Na terenie Polski gatunek ten jest objęty ścisłą ochroną gatunkową.